# やってみよう (アルバム)
『やってみよう』は、國府田マリ子の6枚目のアルバム。1999年2月26日、KONAMIより発売。

## 概要
元プリンセス・プリンセスの奥居香、シンガーソングライターの種ともこなどの女性アーティストが作家として参加している。先行シングル「待っていました」、10枚目のシングル「大切に思えるものが一緒ならいいよね」、種ともこのシングル「笑顔で愛してる」収録のカップリング曲「屋上へゆこうよ」のカバーなど、全12曲を収録。

## 収録曲
| #   | タイトル                                 | 作詞         | 作曲            | 編曲                | 時間 |
| --- | ---------------------------------------- | ------------ | --------------- | ------------------- | ---- |
| 1.  | 「なりたい放題」                         | 國府田マリ子 | 中村修司        | 中村修司&High Cheez | 3:36 |
| 2.  | 「待っていました-album mix-」            | 種ともこ     | 種ともこ        | 亀田誠治            | 3:42 |
| 3.  | 「屋上へゆこうよ」                       | 種ともこ     | 種ともこ        | 西脇辰弥&High Cheez | 4:28 |
| 4.  | 「シテみたい」                           | 國府田マリ子 | 西脇辰弥        | 西脇辰弥&High Cheez | 3:52 |
| 5.  | 「ロックでパンクでジャンクなボクのネコ」 | 國府田マリ子 | 西川進          | 西川進&High Cheez   | 3:30 |
| 6.  | 「好きだよ」                             | 國府田マリ子 | 倉内充          | 亀田誠治&High Cheez | 5:39 |
| 7.  | 「無理をしないで」                       | 國府田マリ子 | 亀田誠治        | 西川進&High Cheez   | 4:19 |
| 8.  | 「ボサボサのボサ」                       | 國府田マリ子 | 古川昌義        | 中村修司&High Cheez | 3:10 |
| 9.  | 「友達」                                 | 國府田マリ子 | 奥居香          | 奥居香&High Cheez   | 3:12 |
| 10. | 「単三電池」                             | 國府田マリ子 | 西脇辰弥        | 西脇辰弥&High Cheez | 4:52 |
| 11. | 「さよなら」                             | 國府田マリ子 | 奥居香&種ともこ | 奥居香&High Cheez   | 1:58 |
| 12. | 「大切に思えるものが一緒ならいいよね」   | 國府田マリ子 | ながつきまろん  | 亀田誠治            | 3:59 |

## 演奏
High Cheez
- 國府田マリ子：Vocal
- 倉内充：Drums&Percussions
- 亀田誠治：Bass
- 中村修司：Guitars
- 西川進：Guitars
- 古川昌義：Guitars
- 西脇辰弥：Keyboards、Harmonica、Drums&Percussions
- 井上うに：Sound design